# Amerikai Sas aranyérme
Az amerikai Arany Sas egy hivatalos arany kereskedelmi érme az Egyesült Államokban. Az 1985-ös Gold Bullion Coin Act értelmében engedélyezett, először az Egyesült Államok Pénzverdéje adta ki 1986-ban. Mivel az „eagle” kifejezés az Egyesült Államok hivatalos megjelölése az 1933 előtti tízdolláros aranyérmékre is, a nemesfém érme súlyát általában az Amerikai Sas érme leírására használják (pl. „1/2 uncia American Gold Eagle”), hogy elkerüljék a félreértést. Ez különösen igaz az 1/4 unciás érmére, amelynek névértéke tíz dollár.

## Részletek
Az 1/10 uncia, 1/4 uncia, 1/2 uncia és 1 uncia címletekben kínált érméket az Egyesült Államok kormánya garantálja, hogy a ténylegesen a troy unciában megadott arany  mennyiséget tartalmazzák. A törvény szerint az aranynak egyesült államokbeli forrásokból kell származnia, valamint ezüsttel és rézzel ötvözik, hogy kopásállóbb érmét állítsanak elő. Ezen túlmenően, ezeknek és más érméknek az amerikai pénzverdétől való értékesítéséből származó jövedelmet kötelező legalább részben az államadósság törlesztésére felhasználni.
A 22 karátos aranyötvözet egy angol szabvány, amelyet hagyományosan „koronaarany”-nak neveznek. A koronaarany ötvözeteit 1834 óta nem használták az Egyesült Államok érméihez, az aranytartalom 1837 óta 0,900-as finomságra csökkent az amerikai aranyérmékben. Az amerikai arany sasban az arany arányát ismét a 0,9167-os vagyis 22 karátos finomságra emelték. Kibocsátását az Egyesült Államok Kongresszusa engedélyezte, súlyát és tartalmát pedig az Egyesült Államok Pénzverdéje garantálja.
Az előlapon Augustus Saint-Gaudens egész alakos Lady Liberty figurája látható, lobogó hajjal, jobb kezében fáklyát, baljában olajágat tartva, a baloldali háttérben a Capitolium épületével. A design a 20 dolláros Saint-Gaudens aranyérméből származik, amelyet Theodore Roosevelt megbízására vertek olyan kialakítással ami az ókori görög és római érmékhez hasonlít. 2021 óta a Jennie Norris designer által tervezett hátoldalon egy sas közeli oldalprofilja látható.
1986 és 2021 között a Miley Busiek szobrászművész által tervezett hátoldalon egy olajágat vivő hím sas szerepelt, amint éppen egy nőstény sast és sasfiókát tartalmazó fészek fölé repül.

## Fizikai leírás
Az 1986–1991 között vert arany sasok római számokkal vannak ellátva azonban 1992-ben az amerikai pénzverde arab számokra váltott.
Az 1/10, 1/4 és 1/2 troy unciás érmék kialakítása megegyezik az 1 troy unciás érmével, kivéve a hátoldalon található jelöléseket, amelyek az érme súlyát és névértékét jelzik (például 1 OZ . finom arany ~ 50 dollár ). A kisebb érméken a nyomat tehát finomabb és kevésbé olvasható, mint a nagyobb címleteken.
| Megnevezés  | 1/10 troy oz                | 1/4 troy oz                 | 1/2 troy oz                  | 1 troy oz                    |
| ----------- | --------------------------- | --------------------------- | ---------------------------- | ---------------------------- |
| Átmérő      | 16.5 mm                     | 22 mm                       | 27 mm                        | 32.70 mm                     |
| Vastagság   | 1.19 mm                     | 1.83 mm                     | 2.24 mm                      | 2.87 mm                      |
| Bruttó súly | 0,1091 troy uncia (3,393 g) | 0,2727 troy uncia (8,483 g) | 0,5454 troy uncia (16,965 g) | 1,0909 troy uncia (33,931 g) |
| Névérték    | 5 dollár                    | 10 dollár                   | 25 dollár                    | 50 dollár                    |

Az arany sas érmék 22k aranyötvözetű összetétele ellentétben áll a 24k arany Bölény -érmével, amelyet teljes egészében 0,9999-es finom aranyból vertek, és ezért kisebb a súlya (1 troy uncia vagy bruttó 31,1035 gramm).

## Érték
Az érmék piaci értéke általában nagyjából az aranytartalmuk piaci értékével egyezik meg, nem pedig a névértékükkel. Mint minden tőzsdén kereskedett áru értéke, ez az érték is a piaci erők függvényében ingadozik. A névértékek arányosak a súlyokkal, kivéve az 1/4 unciás érmét.
Míg a tényleges eladási ár az arany aktuális azonnali árától függően változik, az érmék névértéke 5, 10, 25 és 50 dollár. Ezek jogi értékek, amelyek kibocsátásukat és pénzben kifejezett értéküket „aranydollárként” tükrözik, szemben a hagyományos nemesfémekkel. Törvényes fizetőeszköznek minősülnek minden állami és magántartozásra névértékükön. Ezek a névértékek nem tükrözik a jóval nagyobb belső értéküket, amelyet elsősorban a súlyuk és a nemesfém aktuális ára szab meg. Például 2019. szeptember 13-án az amerikai pénzverde a 2016-os egyunciás érmét (50 dollár névérték) 1510,00 dollárért adta el.
A szabványos nemesfém érméken kívül az Egyesült Államok Pénzverdéje proof és uncirculated verziókat is gyárt érmegyűjtők számára . Ezeken az érméken a pénzverde jelzése ("W") látható a dátum alatt, és kizárólag a West Point-i, New York-i West Point pénzverde (korábban West Point Bullion Depository) gyártja őket.

## Kibocsátási adatok
Az alábbi adatok az amerikai pénzverde végleges, auditált adatai, és tartalmazzák az egyenként és több érmekészlet részeként értékesített érméket is.

### Eladott mennyiségek éves bontásban
| Year | $5 – 1⁄10 oz. | $10 – 1⁄4 oz. | $25 – 1⁄2 oz. | $50 – 1 oz. |
| ---- | ------------- | ------------- | ------------- | ----------- |
| 1986 | 912,609       | 726,031       | 599,566       | 1,362,650   |
| 1987 | 580,266       | 269,255       | 131,255       | 1,045,500   |
| 1988 | 159,500       | 49,000        | 45,000        | 465,500     |
| 1989 | 264,790       | 81,789        | 44,829        | 415,790     |
| 1990 | 210,210       | 41,000        | 31,000        | 373,210     |
| 1991 | 165,200       | 36,100        | 24,100        | 243,100     |
| 1992 | 209,300       | 59,546        | 54,404        | 275,000     |
| 1993 | 210,709       | 71,864        | 73,324        | 480,192     |
| 1994 | 206,380       | 72,650        | 62,400        | 221,663     |
| 1995 | 223,025       | 83,752        | 53,474        | 200,636     |
| 1996 | 401,964       | 60,318        | 39,287        | 189,148     |
| 1997 | 528,515       | 108,805       | 79,605        | 664,508     |
| 1998 | 1,344,520     | 309,829       | 169,029       | 1,468,530   |
| 1999 | 2,750,338     | 564,232       | 263,013       | 1,505,026   |
| 2000 | 569,153       | 128,964       | 79,287        | 433,319     |
| 2001 | 269,147       | 71,280        | 48,047        | 143,605     |
| 2002 | 230,027       | 62,027        | 70,027        | 222,029     |
| 2003 | 245,029       | 74,029        | 79,029        | 416,032     |
| 2004 | 250,016       | 72,014        | 98,040        | 417,019     |
| 2005 | 300,043       | 72,015        | 80,023        | 356,555     |
| 2006 | 285,006       | 60,004        | 66,005        | 237,510     |
| 2007 | 190,010       | 34,004        | 47,002        | 140,016     |
| 2008 | 305,000       | 70,000        | 61,000        | 710,000     |
| 2009 | 270,000       | 110,000       | 110,000       | 1,493,000   |
| 2010 | 435,000       | 86,000        | 81,000        | 1,125,000   |
| 2011 | 350,000       | 80,000        | 70,000        | 857,000     |
| 2012 | 290,000       | 90,000        | 43,000        | 675,000     |
| 2013 | 555,000       | 114,500       | 57,000        | 758,500     |
| 2014 | 545,000       | 90,000        | 35,000        | 425,000     |
| 2015 | 980,000       | 158,000       | 75,000        | 626,500     |
| 2016 | 925,000       | 152,000       | 74,000        | 817,500     |
| 2017 | 395,000       | 64,000        | 37,000        | 228,000     |
| 2018 | 230,000       | 62,000        | 32,000        | 191,000     |
| 2019 | 195,000       | 38,000        | 30,000        | 108,000     |
| 2020 | 350,000       | 106,000       | 70,000        | 747,500     |
| 2021 | 490,000       | 162,000       | 95,000        | 1,115,500   |

### Eladott mennyiségek a proof verzióból
A sorozat kezdeti évében a pénzverde csak 1 troy unciás proof érméket adott ki. A fél troy unciás proof érméket 1987-ben kezdték el gyártani és 1988 óta mind a négy változatot kiadták. 2009-ben a nemesfémek iránti megnövekedett globális kereslet miatt, amely beszerzési problémákat okozott, valamint a pénzverde jogi kötelezettségei miatt, hogy nemesfém változatokat gyártsanak, a Gold Eagle proof és uncirculated változatait nem bocsátották ki.
| Year | $5 – 1⁄10 oz. | $10 – 1⁄4 oz. | $25 – 1⁄2 oz. | $50 – 1 oz. |
| ---- | ------------- | ------------- | ------------- | ----------- |
| 1986 | -             | -             | -             | 446,290     |
| 1987 | -             | -             | 143,398       | 147,498     |
| 1988 | 143,881       | 98,028        | 76,528        | 87,133      |
| 1989 | 84,647        | 54,170        | 44,798        | 54,570      |
| 1990 | 99,349        | 62,674        | 51,636        | 62,401      |
| 1991 | 70,334        | 50,839        | 53,125        | 50,411      |
| 1992 | 64,874        | 46,269        | 40,976        | 44,826      |
| 1993 | 58,649        | 46,464        | 43,819        | 34,369      |
| 1994 | 62,849        | 48,172        | 44,584        | 46,674      |
| 1995 | 62,667        | 47,526        | 45,388        | 46,368      |
| 1996 | 57,047        | 38,219        | 35,058        | 36,153      |
| 1997 | 34,977        | 29,805        | 26,344        | 32,999      |
| 1998 | 39,395        | 29,503        | 25,374        | 25,886      |
| 1999 | 48,428        | 34,417        | 30,427        | 31,427      |
| 2000 | 49,971        | 36,036        | 32,028        | 33,007      |
| 2001 | 37,530        | 25,613        | 23,240        | 24,555      |
| 2002 | 40,864        | 29,242        | 26,646        | 27,499      |
| 2003 | 40,027        | 30,292        | 28,270        | 28,344      |
| 2004 | 35,131        | 28,839        | 27,330        | 28,215      |
| 2005 | 49,265        | 37,207        | 34,311        | 35,246      |
| 2006 | 47,277        | 36,127        | 34,322        | 47,092      |
| 2007 | 58,553        | 46,189        | 44,025        | 51,810      |
| 2008 | 28,116        | 18,877        | 22,602        | 30,237      |
| 2009 | -             | -             | -             | -           |
| 2010 | 54,285        | 44,507        | 44,527        | 59,480      |
| 2011 | 42,697        | 28,782        | 26,781        | 48,306      |
| 2012 | 20,740        | 13,775        | 12,809        | 23,630      |
| 2013 | 21,742        | 12,789        | 12,718        | 24,710      |
| 2014 | 22,725        | 14,790        | 14,693        | 28,703      |
| 2015 | 26,769        | 15,775        | 15,820        | 32,652      |

### Eladási adatok az uncirculated verzióból
2009-ben a nyersdaraboknak a sztenderd Arany Sas gyártásához történő hozzárendelése a bizonylatok proof érmék elérhetősége mellett az uncirculated érmék rendelkezésre állását is befolyásolta. Ez a felfüggesztés azonban 2010-ben is folytatódott az uncirculated változat esetében. Amikor 2011-ben újraindult a termelés, a 2008-ban leállított töredékcímletek nélkül, gyenge gyűjtői reakciót kapott.
| Év     | 5 dollár – oz. | 10 dollár – uncia. | 25 dollár – uncia. | 50 dollár – 1 uncia. |
| ------ | -------------- | ------------------ | ------------------ | -------------------- |
| 2006-W | 20 643         | 15,188             | 15,164             | 45,053               |
| 2007-W | 22.501         | 12 766             | 11 455             | 18,066               |
| 2008-W | 12,657         | 8,883              | 16,682             | 11 908               |
| 2009-W | -              | -                  | -                  | -                    |
| 2010-W | -              | -                  | -                  | -                    |
| 2011-W | -              | -                  | -                  | 8,729                |
| 2012-W | -              | -                  | -                  | 5,829                |
| 2013-W | -              | -                  | -                  | 7,293                |
| 2014-W | -              | -                  | -                  | 7,902                |
| 2015-W | -              | -                  | -                  | 6,533                |
| 2016-W | -              | -                  | -                  | 6,888                |

## Fordítás
Ez a szócikk részben vagy egészben  az   American Gold Eagle című angol Wikipédia-szócikk ezen változatának fordításán alapul.  Az eredeti cikk szerkesztőit annak laptörténete sorolja fel. Ez a jelzés csupán a megfogalmazás eredetét és a szerzői jogokat jelzi, nem szolgál a cikkben szereplő információk forrásmegjelöléseként.